# IZI by EDF
IZI by EDF, anciennement Hellocasa, est la marque grand public d’EDF pour les services à l’habitat et au local professionnel. Sous cette marque commerciale, EDF propose, depuis le 7 février 2019, aux particuliers et petits professionnels, des solutions clé en main pour la maison durable (travaux, rénovation énergétique, dépannage d'urgence, télésurveillance) et pour la mobilité électrique. 
A travers IZI by EDF, EDF porte contractuellement les travaux et installations en s’appuyant sur un réseau d’artisans sélectionnés, au travers de contrats de prestation, jusqu’à l’assurance décennale,.

## Historique
La société Hellocasa est créée en avril 2014 par Julien Desarnauts, Matthieu Desarnauts (ancien responsable dans les entreprises collaboratives Airbnb et Blablacar) et Benjamin Rezzak en région parisienne.
En septembre 2018, EDF rachète la start-up Hellocasa, spécialiste des petits travaux en ligne.
En janvier 2019, la direction commerciale "service de proximité" d’EDF est créée et constitue un service client EDF dédié à IZI by EDF à Lille. L'irruption de ce nom en franglais globish est critiquée par la presse, alors que plusieurs services privés ou publics se lancent aussi dans ce mélange douteux et passé de mode. En décembre 2019, EDF rachète mychauffage.com, qui rejoint IZI by EDF qui s'appuie sur un réseau de professionnels qualifiés RGE partout en France.